# Seminario Conciliar de Ancud
El Seminario Conciliar de Ancud es una de las instituciones educativas más antiguas de Chile; fue fundado el 13 de abril de 1845 por el obispo Justo Donoso Vivanco, nombrándose como primer rector a Fray José María Bonazzi.

## Exalumnos y exdocentes
Dentro del grupo de exalumnos y exdocentes, destacan:
- Francisco Coloane, Premio Nacional de Literatura,[3] exalumno
- Roberto Meza Fuentes, periodista, escritor y crítico literario, exalumno.
- Francisco Javier Cavada Contreras, escritor y etnógrafo, miembro de la Academia Chilena de la Lengua, director de La Cruz del Sur y fundador de la Biblioteca Pública Municipal de Ancud (la segunda más antigua de Chile),[4] exalumno.
- Félix Nieto del Río, periodista, escritor y embajador,[5] exalumno.
- Aureliano Oyarzún Navarro, médico y destacado investigador en los campos de la antropología y arqueología,[6] exalumno.
- Agustín Gómez García, primer Alcalde de Santiago (1902-1903) y regidor de Santiago (1902-1906), Diputado por Santiago (1909-1918) y fundador de La Vega Central,[7] exalumno.
- Abraham Konig Velásquez, Ministro de Guerra y Marina (1889), Diputado de Ancud (1870-1873), Chillán (1879-1882), Copiapó y Chañaral (1885-1891), Illapel, Combarbalá y Ovalle (1897-1900), participó en el Congreso Constituyente de 1870, cuyo objetivo fue reformas a la Carta Fundamental de 1833,[8] exalumno.
- José María Barceló Carvallo, Ministro de Justicia (1873-1876), Senador (suplente) por Valparaíso (1876-1882), Ministro de la Corte Suprema (1889-1897), decano de la Facultad de Derecho de la Universidad de Chile (1888-1894),[9] exalumno.[10]
- José Ignacio García Sierpe, Ministro (s) de Justicia e Instrucción Pública (1914-1915), Diputado por Ancud (1897-1900), Castro y Quinchao (1900-1906 y 1909-1912), Castro (1912-1921),[11][12] exalumno.
- Ignacio García Henríquez, Diputado por Ancud, Castro y Quinchao (1926-1930), Osorno, Llanquihue y Carelmapu (1930-1934),[13] exalumno.
- Guillermo Ebel Beiler, científico, pedagogo y editor de diversas obras de carácter científico, Presidente del Consejo Astronómico de la Universidad Católica de Chile, Vicepresidente de la Sociedad Meteorológica de Chile, miembro de la Academia de Ciencias de Nueva York, exalumno.[14]
- Adalis Oyarzún, Ministro de la Corte Suprema, exalumno.